# Grand Prix Německa 2018
Grand Prix Německa 2018 (oficiálně Formula 1 Emirates Großer Preis von Deutschland 2018) se jela na okruhu Hockenheimring v Hockenheimu v Německu dne 22. července 2018. Závod byl jedenáctým v pořadí v sezóně 2018 šampionátu Formule 1.

## Kvalifikace
| Poř.                       | No. | Jezdec            | Konstruktér               | Časy v kvalifikaci | Časy v kvalifikaci | Časy v kvalifikaci | Pořadí na startu |
| Poř.                       | No. | Jezdec            | Konstruktér               | Q1                 | Q2                 | Q3                 | Pořadí na startu |
| -------------------------- | --- | ----------------- | ------------------------- | ------------------ | ------------------ | ------------------ | ---------------- |
| 1                          | 5   | Sebastian Vettel  | Ferrari                   | 1:12.538           | 1:12.505           | 1:11.212           | 1                |
| 2                          | 77  | Valtteri Bottas   | Mercedes                  | 1:12.962           | 1:12.152           | 1:11.416           | 2                |
| 3                          | 7   | Kimi Räikkönen    | Ferrari                   | 1:12.505           | 1:12.336           | 1:11.547           | 3                |
| 4                          | 33  | Max Verstappen    | Red Bull Racing-TAG Heuer | 1:13.127           | 1:12.188           | 1:11.822           | 4                |
| 5                          | 20  | Kevin Magnussen   | Haas-Ferrari              | 1:13.105           | 1:12.523           | 1:12.200           | 5                |
| 6                          | 8   | Romain Grosjean   | Haas-Ferrari              | 1:12.986           | 1:12.722           | 1:12.544           | 6                |
| 7                          | 27  | Nico Hülkenberg   | Renault                   | 1:13.479           | 1:12.946           | 1:12.560           | 7                |
| 8                          | 55  | Carlos Sainz Jr.  | Renault                   | 1:13.324           | 1:13.032           | 1:12.692           | 8                |
| 9                          | 16  | Charles Leclerc   | Sauber-Ferrari            | 1:13.077           | 1:12.995           | 1:12.717           | 9                |
| 10                         | 11  | Sergio Pérez      | Force India-Mercedes      | 1:13.427           | 1:13.072           | 1:12.774           | 10               |
| 11                         | 14  | Fernando Alonso   | McLaren-Renault           | 1:13.614           | 1:13.657           |                    | 11               |
| 12                         | 35  | Sergej Sirotkin   | Williams-Mercedes         | 1:13.708           | 1:13.702           |                    | 12               |
| 13                         | 9   | Marcus Ericsson   | Sauber-Ferrari            | 1:13.562           | 1:13.736           |                    | 13               |
| 14                         | 44  | Lewis Hamilton    | Mercedes                  | 1:13.012           | Bez času           |                    | 14               |
| 15                         | 3   | Daniel Ricciardo  | Red Bull Racing-TAG Heuer | 1:13.318           | Bez času           |                    | 19               |
| 16                         | 31  | Esteban Ocon      | Force India-Mercedes      | 1:13.720           |                    |                    | 15               |
| 17                         | 10  | Pierre Gasly      | Scuderia Toro Rosso-Honda | 1:13.749           |                    |                    | 20               |
| 18                         | 28  | Brendon Hartley   | Scuderia Toro Rosso-Honda | 1:14.045           |                    |                    | 16               |
| 19                         | 18  | Lance Stroll      | Williams-Mercedes         | 1:14.206           |                    |                    | 17               |
| 20                         | 2   | Stoffel Vandoorne | McLaren-Renault           | 1:14.401           |                    |                    | 18               |
| 107% času vítěze: 1:17.580 |     |                   |                           |                    |                    |                    |                  |
| Zdroj:                     |     |                   |                           |                    |                    |                    |                  |

Poznámky
1. ↑  Daniel Ricciardo obdržel trest posunu o 20 míst vzad za překročení počtu povolených pohonných jednotek.
2. ↑  Pierre Gasly obdržel trest posunu o 20 míst vzad za překročení počtu povolených pohonných jednotek.

## Závod
| Poř.   | No. | Jezdec            | Konstruktér               | Počet kol | Čas/Odstoupení | Pořadí na startu | Body |
| ------ | --- | ----------------- | ------------------------- | --------- | -------------- | ---------------- | ---- |
| 1      | 44  | Lewis Hamilton    | Mercedes                  | 67        | 1:32:29.845    | 14               | 25   |
| 2      | 77  | Valtteri Bottas   | Mercedes                  | 67        | +4.535         | 2                | 18   |
| 3      | 7   | Kimi Räikkönen    | Ferrari                   | 67        | +6.732         | 3                | 15   |
| 4      | 33  | Max Verstappen    | Red Bull Racing-TAG Heuer | 67        | +7.654         | 4                | 12   |
| 5      | 27  | Nico Hülkenberg   | Renault                   | 67        | +26.609        | 7                | 10   |
| 6      | 8   | Romain Grosjean   | Haas-Ferrari              | 67        | +28.871        | 6                | 8    |
| 7      | 11  | Sergio Pérez      | Force India-Mercedes      | 67        | +30.556        | 10               | 6    |
| 8      | 31  | Esteban Ocon      | Force India-Mercedes      | 67        | +31.750        | 15               | 4    |
| 9      | 9   | Marcus Ericsson   | Sauber-Ferrari            | 67        | +32.362        | 13               | 2    |
| 10     | 28  | Brendon Hartley   | Scuderia Toro Rosso-Honda | 67        | +34.197        | 16               | 1    |
| 11     | 20  | Kevin Magnussen   | Haas-Ferrari              | 67        | +34.919        | 5                |      |
| 12     | 55  | Carlos Sainz Jr.  | Renault                   | 67        | +43.069        | 8                |      |
| 13     | 2   | Stoffel Vandoorne | McLaren-Renault           | 67        | +46.617        | 18               |      |
| 14     | 10  | Pierre Gasly      | Scuderia Toro Rosso-Honda | 66        | +1 kolo        | 20               |      |
| 15     | 16  | Charles Leclerc   | Sauber-Ferrari            | 66        | +1 kolo        | 9                |      |
| 16     | 14  | Fernando Alonso   | McLaren-Renault           | 65        | Převodovka     | 11               |      |
| Ret    | 18  | Lance Stroll      | Williams-Mercedes         | 53        | Brzdy          | 17               |      |
| Ret    | 5   | Sebastian Vettel  | Ferrari                   | 51        | Nehoda         | 1                |      |
| Ret    | 35  | Sergej Sirotkin   | Williams-Mercedes         | 51        | Únik oleje     | 12               |      |
| Ret    | 3   | Daniel Ricciardo  | Red Bull Racing-TAG Heuer | 27        | Ztráta výkonu  | 19               |      |
| Zdroj: |     |                   |                           |           |                |                  |      |

Poznámky
1. ↑  Carlos Sainz Jr. obdržel trest přičtení 10 sekund k času v cíli za předjíždění při safety caru.
2. ↑  Fernando Alonso odstoupil ze závodu, ale byl klasifikován, protože odjel více než 90 % délky závodu.

## Průběžné pořadí po závodě
Pohár jezdců
|   | Pořadí | Jezdec           | Body |
| - | ------ | ---------------- | ---- |
| 1 | 1      | Lewis Hamilton   | 188  |
| 1 | 2      | Sebastian Vettel | 171  |
|   | 3      | Kimi Räikkönen   | 131  |
| 1 | 4      | Valtteri Bottas  | 122  |
| 1 | 5      | Daniel Ricciardo | 106  |

Pohár konstruktérů
|   | Pořadí | Konstruktér               | Body |
| - | ------ | ------------------------- | ---- |
| 1 | 1      | Mercedes                  | 310  |
| 1 | 2      | Ferrari                   | 302  |
|   | 3      | Red Bull Racing-TAG Heuer | 211  |
|   | 4      | Renault                   | 80   |
| 1 | 5      | Force India-Mercedes      | 59   |